# Back on Top
Back on Top è il ventisettesimo album discografico in studio del cantautore britannico Van Morrison, pubblicato nel 1999.

## Il disco
L'album è stato registrato a Bath e Dublino ed è stato pubblicato dalla Point Black Records. Si tratta, per l'artista, di un ritorno ai generi musicali blues e R&B.
I singoli Precious Time e Back on Top hanno preceduto la pubblicazione del disco.

## Tracce
Tutte le tracce sono di Van Morrison.
1. Goin' Down Geneva – 4:24
2. Philosopher's Stone – 6:05
3. In the Midnight – 5:07
4. Back on Top – 4:23
5. When the Leaves Come Falling Down – 5:39
6. High Summer – 5:12
7. Reminds Me of You – 5:39
8. New Biography – 5:23
9. Precious Time – 3:45
10. Golden Autumn Day – 6:31

## Formazione
- Van Morrison - voce, chitarra, armonica
- Mick Green - chitarre
- Pee Wee Ellis - sassofono, cori
- Matt Holland - tromba
- Geraint Watkins - piano, organo Hammond
- Fiachra Trench - piano
- Ian Jennings - contrabbasso
- Liam Bradley - batteria, percussioni, cori
- Brian Kennedy - cori
- Bobby Irwin - batteria

## Classifiche
| Anno | Classifica                          | Posizione raggiunta |
| ---- | ----------------------------------- | ------------------- |
| 1999 | Regno Unito (Official Albums Chart) | 11                  |
| 1999 | Stati Uniti (Billboard 200)         | 28                  |